# Abbaye de Hardehausen
L'abbaye de Hardehausen (en latin Abbatia Hardehusim) est une ancienne abbaye cistercienne, située à environ 15 km de Warburg, dans l’arrondissement de Höxter en Rhénanie-du-Nord-Westphalie. Première abbaye cistercienne de Westphalie, fondée en 1140, elle devient l'une des forces économiques les plus importantes de la région de Warburg ainsi que le plus grand propriétaire ecclésiastique. Sécularisé en 1802, le lieu est à nouveau un monastère pour une courte période précédant la Deuxième Guerre mondiale, mais la communauté est dissoute par le régime national-socialiste. Depuis 1945, les bâtiments de l'ancienne abbaye hébergent la maison des jeunes de l’archidiocèse de Paderborn et, depuis 1949, la résidence universitaire de l’université populaire Anton Heinen.

## Histoire

### Préhistoire
En 1009 l’évêque Meinwerk de Paderborn érige un diocèse dans la colonie de Herswithehusen. Le 25 mai 1036, il note, dans les titres du couvent de Busdorf à Paderborn établissant ses propriétés et droits de dîme, que trois dépendances sont rattachées au domaine de Hiriswithuson (Hardehausen).

### Fondation
L’abbaye est officiellement fondée à Pâques, le 28 mai 1140, par l’évêque de Paderborn  Bernhard I. von Oesede ; c’est une abbaye-fille de celle de Kamp dans la vallée du Rhin, elle-même issue de l'abbaye de Morimond. Son nom lors de la fondation est Hardenhusium. L’endroit est situé dans une vallée boisée, entourée de marais ; ce choix d’une vallée est typique pour l’implantation d’abbayes cisterciennes. Le premier abbé, Daniel, vient avec douze moines de Kamp. Le contrat de fondation est signé le 15 mai 1155, après avoir réglé l’acquisition avec l'abbaye de Corvey, le duc Henri le Lion ainsi que les comtes d’Everstein et de Schöneberg, les premiers bâtiments sont érigés et les terres cultivées.
La construction des installations se termine en 1165, avec la dédicace  de l’église par l’évêque Evergis. Le monastère est en même temps élevé au statut d’abbaye. Les abbés ont un siège et une voix au banc ecclésiastique du Saint-Empire romain germanique.
Hermann II. de Katzenelnbogen (de) de Münster passant à l’été 1184 par Paderborn, découvre l’abbaye de Hardehausen ; il s’arrête à son retour vers Münster à la communauté paysanne de Wadenhart, où l’abbaye de Marienfeld est construite et des moines de Hardehausen y sont envoyés. En 1285, l’évêque Everhard von Diest de Münster appelle à protéger les bâtiments de l’abbaye de Hardehausen et accorde aux bienfaiteurs une dispense de carême, c’est-à-dire de la diète stricte de quarante jours.
L’abbaye de Hardehausen rassemble alors en majorité des fils issus de familles n’appartenant pas à la noblesse, de la région de Paderborn ou des diocèses voisins (Cologne, Mayence), contrairement à l’abbaye de Corvey qui accueille surtout les fils de familles nobles.

### Réforme
La Réforme a touché à la fois l’abbaye de Hardehausen et les abbayes-filles ou proches. L'élection du 41e abbé fut l’occasion de mettre en évidence deux groupes, l’un catholique, l’autre protestant, au sein de l’abbaye. Mais Martin Thonemann, catholique déclaré, parvint à obtenir la majorité face au candidat protestant et à devenir abbé.
Hardehausen fut mandaté pour mettre fin aux tentatives de réforme des autres monastères. L'abbé de Hardehausen visita par exemple l’abbaye de Scharnebeck pour la regagner à l'Église catholique. Scharnebeck fut en fait dissoute en 1531 après la démission de son abbé. Un autre abbé de Hardehausen servit de médiateur à l’abbaye de Loccum, fille de l’abbaye cistercienne de Volkenroda (une autre abbaye-fille de celle de Kamp), qui redevint catholique (1630-1634). Hardenhausen est aussi intervenu à l’abbaye d'Amelungsborn.

### Guerre et reconstruction
Au cours de la Guerre de Trente Ans (1618-1648), l'abbaye fut pillée et partiellement détruite. La reconstruction s'opéra sous le mandat des abbés Stephan Overgaer et Laurentius Kremper, entre 1680 et 1750 et donna à l'abbaye sa forme actuelle.

### Sécularisation

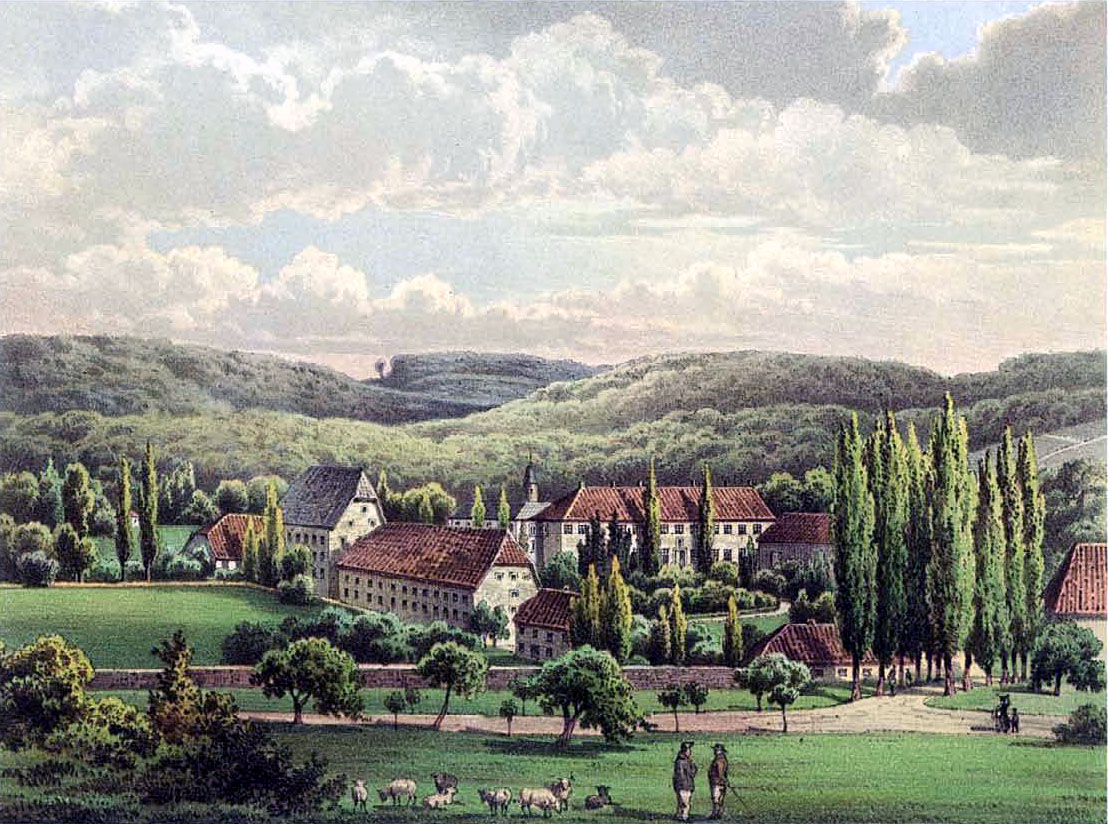
Lithographie de la collection Duncker : L’abbaye Hardehausen après sa transformation en manoir prussien par Franz von Merfeld au milieu du XIX.

Le 29 janvier 1803, l’abbaye fut dissoute dans la vague de sécularisation initiée par les Français. Les moines durent quitter le monastère et le général français François Étienne Kellermann (1770–1835) obtint Hardehausen en donation. L’église fut démolie en 1812, le cheptel vendu ou mis aux enchères. Les terres furent affermées comme domaines d’état. Lorsque la Prusse récupéra la région, la forêt revint aussi à l’état. Le comte Franz de Merfeld obtint les bâtiments abandonnés, et les fit reconstruire en un château majestueux au prix d’efforts considérables. Après sa mort, un différend éclata entre les héritiers et c'est l'administrateur de longue date du domaine, Bang, qui le racheta en 1852 pour 170 000 Taler. Par la suite, il fut acquis par les comtes Wydenbruck, qui récupérèrent ainsi en particulier Bonenburg (maintenant un quartier de Warburg) dans leurs biens familiaux.
À partir de 1902, les bâtiments ont été utilisés pour héberger l’Institut royal de l’enseignement de Prusse. Cette institution était connue dans toute l'Allemagne pour la mise en œuvre d’idées pédagogiques révolutionnaires pour le temps.

### Hardenhausen redevient une abbaye
La médiation du comte Stolberg et du prévôt de la cathédrale de Paderborn, Linneborn, aboutit à la réinstallation des Cisterciens :  en 1927, le prieur Alfons Heun et des moines de l’abbaye de Marienstatt (en) dans le Westerwald réoccupèrent les bâtiments du monastère et, en 1931, le pape Pie XI redonna à Hardehausen son statut d’abbaye, dont Heun devint l’abbé. Mais en 1938, la conjugaison de difficultés économiques et une ordonnance de dissolution du régime nazi, la communauté quitta Hardehausen pour s’installer à Magdeburg-Neustadt, en charge d’une paroisse. L'abbé Alfons Heun se rendit finalement au Brésil en 1939. Il y fut rejoint par d’autres moines et ils réussirent à y fonder l’abbaye Notre-Dame de l’Assomption de Hardehausen-Itatinga, dont Alfons Heun fut à nouveau élu abbé. Les droits canoniques de Hadehausen furent transférés dans le nouveau monastère, considéré comme le plus ancien monastère du Brésil.

### Hardenhausen sous le régime national-socialiste
Le domaine de Hardehausen fut par ailleurs vendu à la société Henschel de Cassel, puis revendu à l’Union des colonies de travailleurs catholiques, qui y installa un établissement de soins pour les alcooliques. En 1944, un Nationalpolitische Erziehungsanstalt, l’internat de Bensberg, s’installa à Hardehausen. Pendant cette période, une trentaine de détenus du camp de concentration de Buchenwald y étaient détachés pour y effectuer les tâches les plus dures. Le lieu fut saisi par les Américains en mai 1945, mais échappa à la destruction par l’intervention de l'archevêque Lorenz Jaeger.

### De l'après-guerre à nos jours

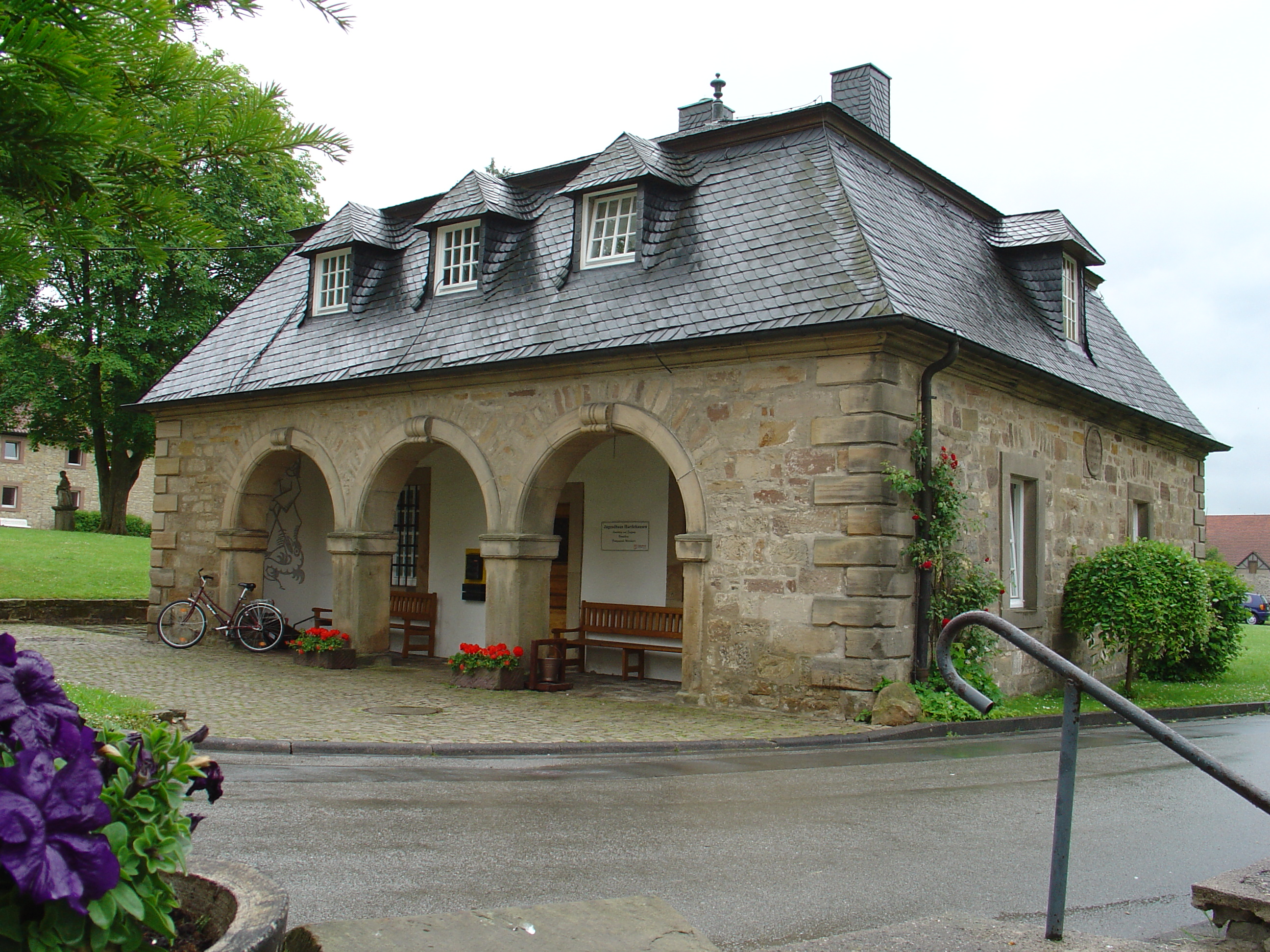
L’ancienne maison du recteur dans le moulin héberge aujourd’hui un lieu de rencontre pour les jeunes.

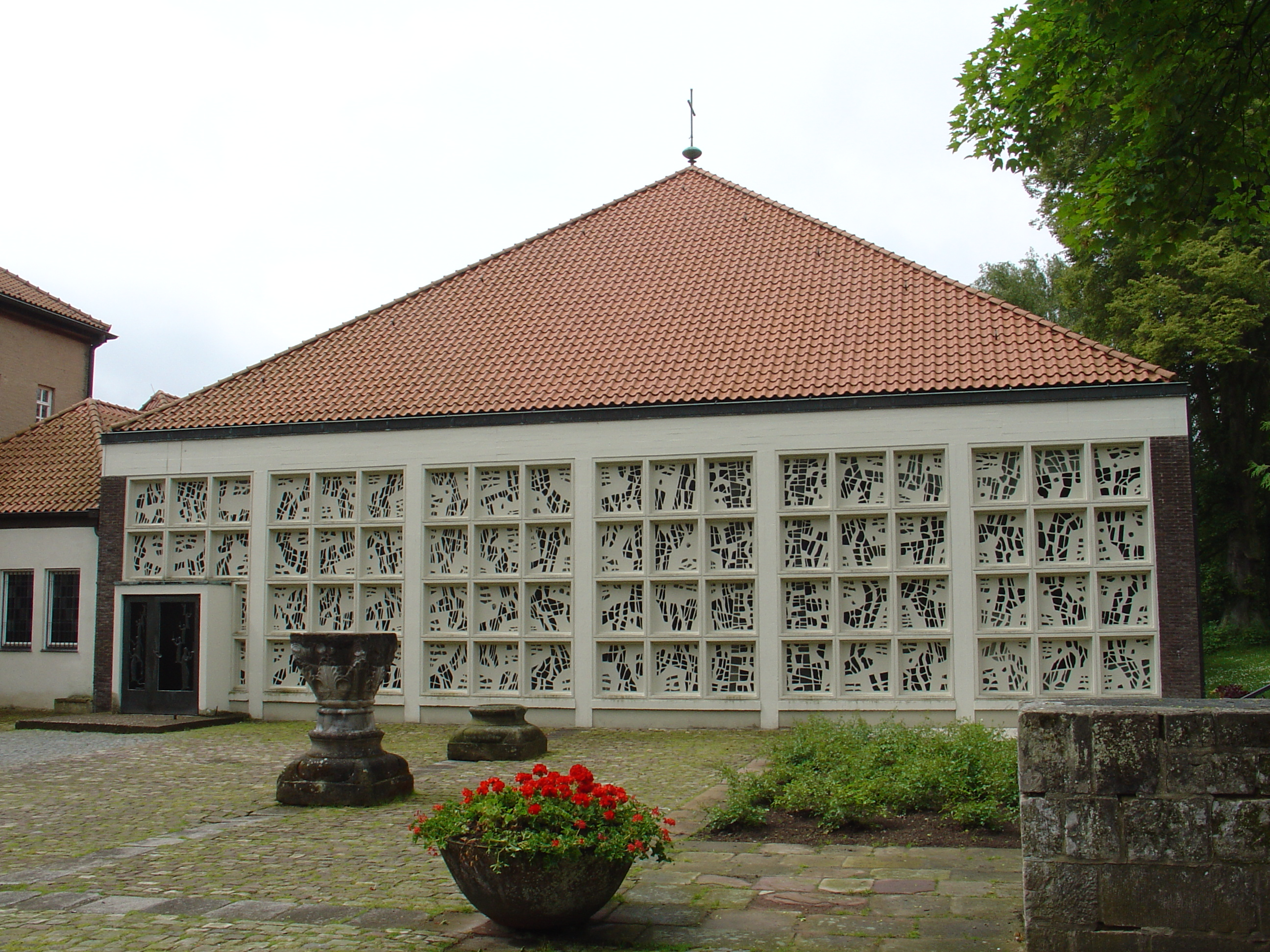
La nouvelle église érigée en 1965-1966.

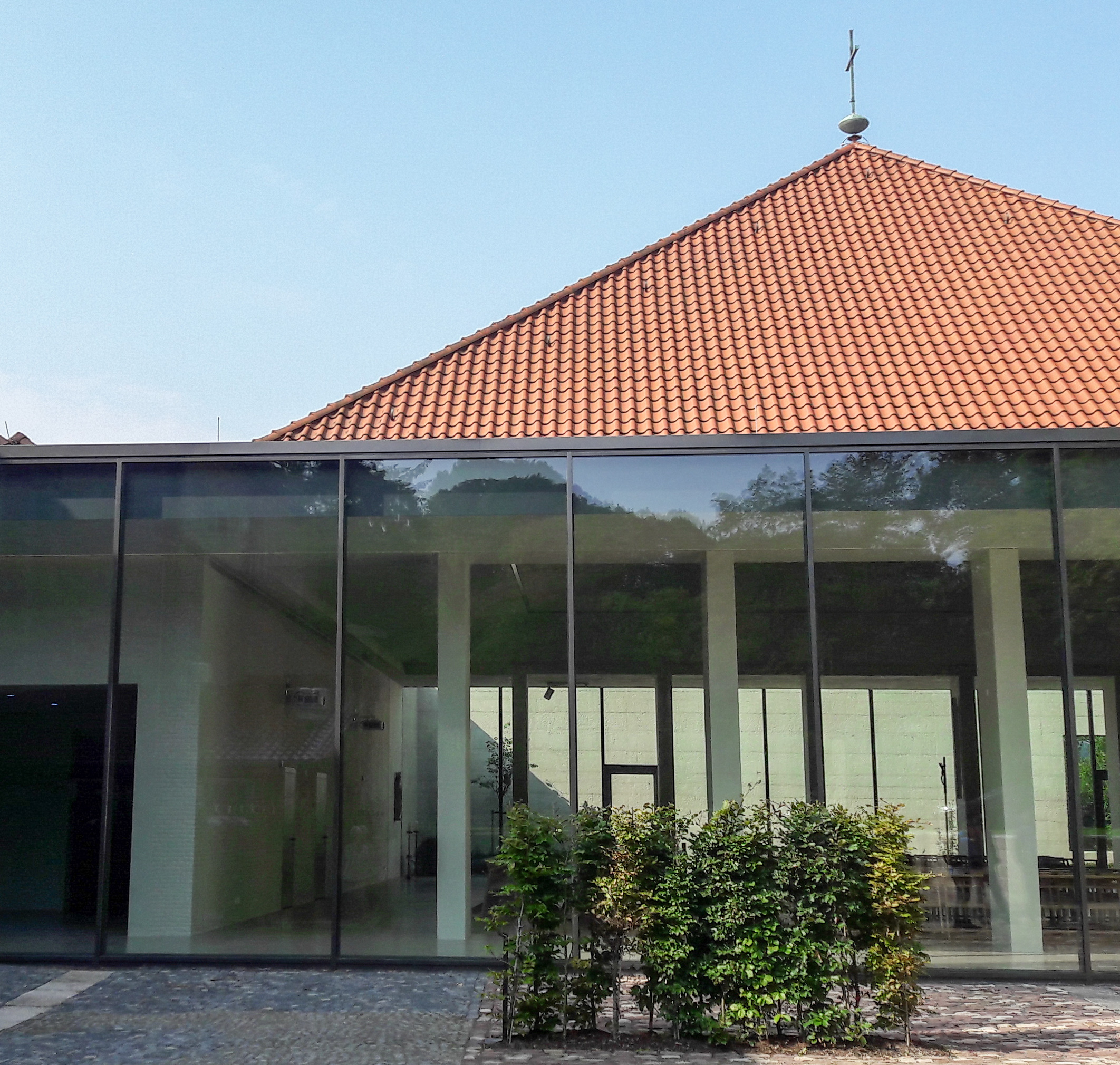
L’église après sa transformation, 2015–2017.

Le responsable des jeunes dans le diocèse, Augustinus Reineke, ouvrit à Hardehausen en 1945 un centre pour les jeunes de l’archevêché de Paderborn. Les premiers cours commencèrent pendant l’été 1945. En 1947, une Union de la jeunesse catholique allemande fut fondée, regroupant les différentes associations de jeunesse catholiques en Allemagne. En 1949 y fut aussi installée une université populaire catholique, nommée d’après le prêtre et pédagogue pour adultes  Anton Heinen (de). Depuis 1977, le centre de documentation sur l’histoire de la jeunesse catholique en Allemagne depuis la fin du XIXe siècle se trouve à Hardehausen, et depuis 1991, enfants et adolescents peuvent y apprendre, dans une ferme adaptée, des pratiques et des modes de pensée écologiques. D'autres activités ont lieu à l'étranger : en 1996, l'organisation a reconstruit des maisons et un jardin d'enfants dans le village bosniaque de Vidovice. Depuis 2000, elle organise un camp de jeunes chaque année à Sarajevo.
Après guerre, en même temps que l'ouverture de la maison des jeunes, des sœurs de Saint Vincent de Paul emménagèrent à  Hardehausen. Jusqu'en 2005, elles avaient une supérieure, puis deux sœurs seulement restèrent sur place, avant de quitter Hardehausen en 2008. L'année suivante, une petite communauté de franciscaines s'y installa, offrant un accueil et un accompagnement spirituel.

## Les bâtiments

### Église

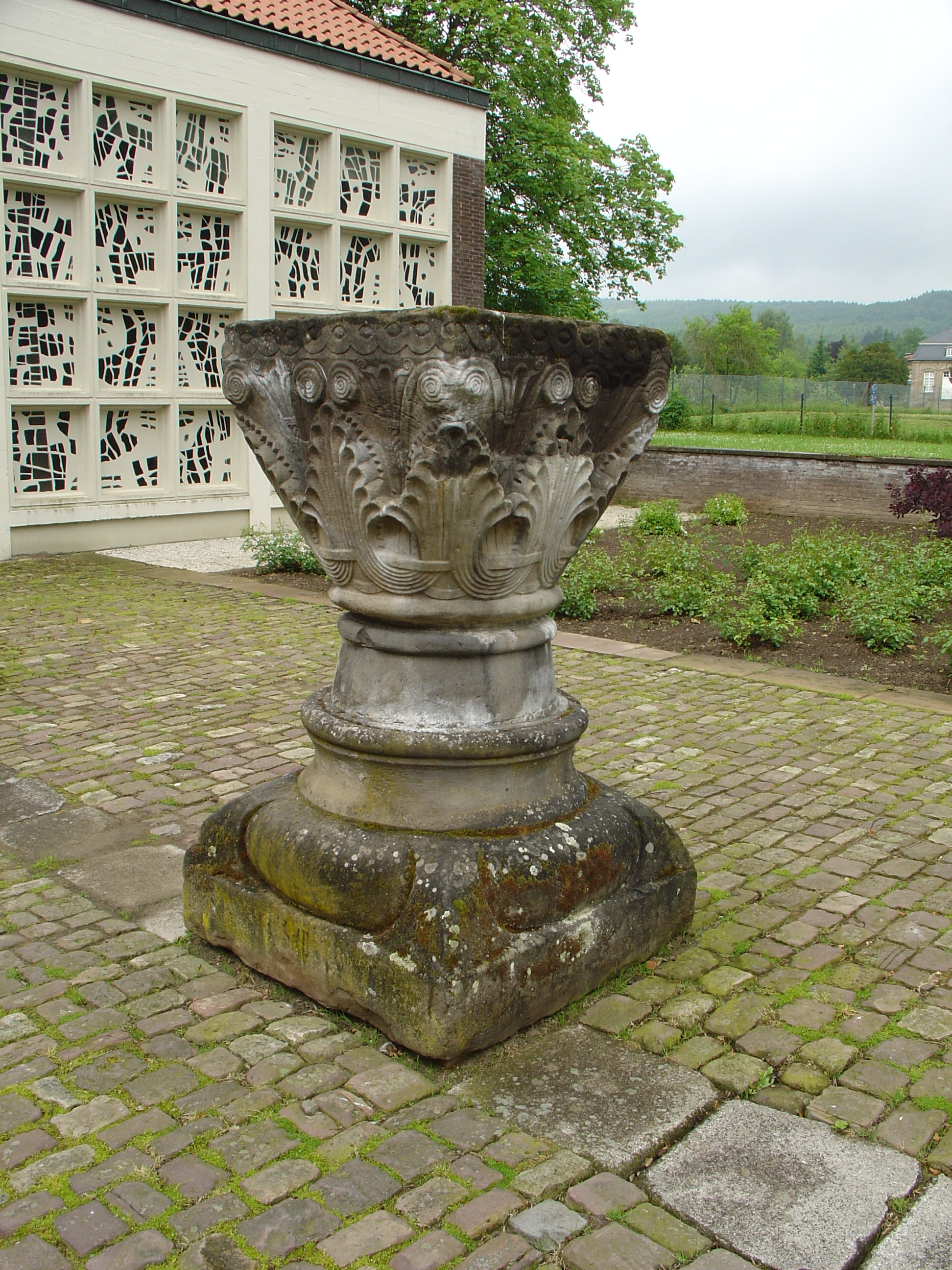
Copie de la base et du chapiteau de l’église de l’abbaye démolie en 1812. L’original est utilisé comme autel dans la chapelle latérale de l’église construite en 1966.

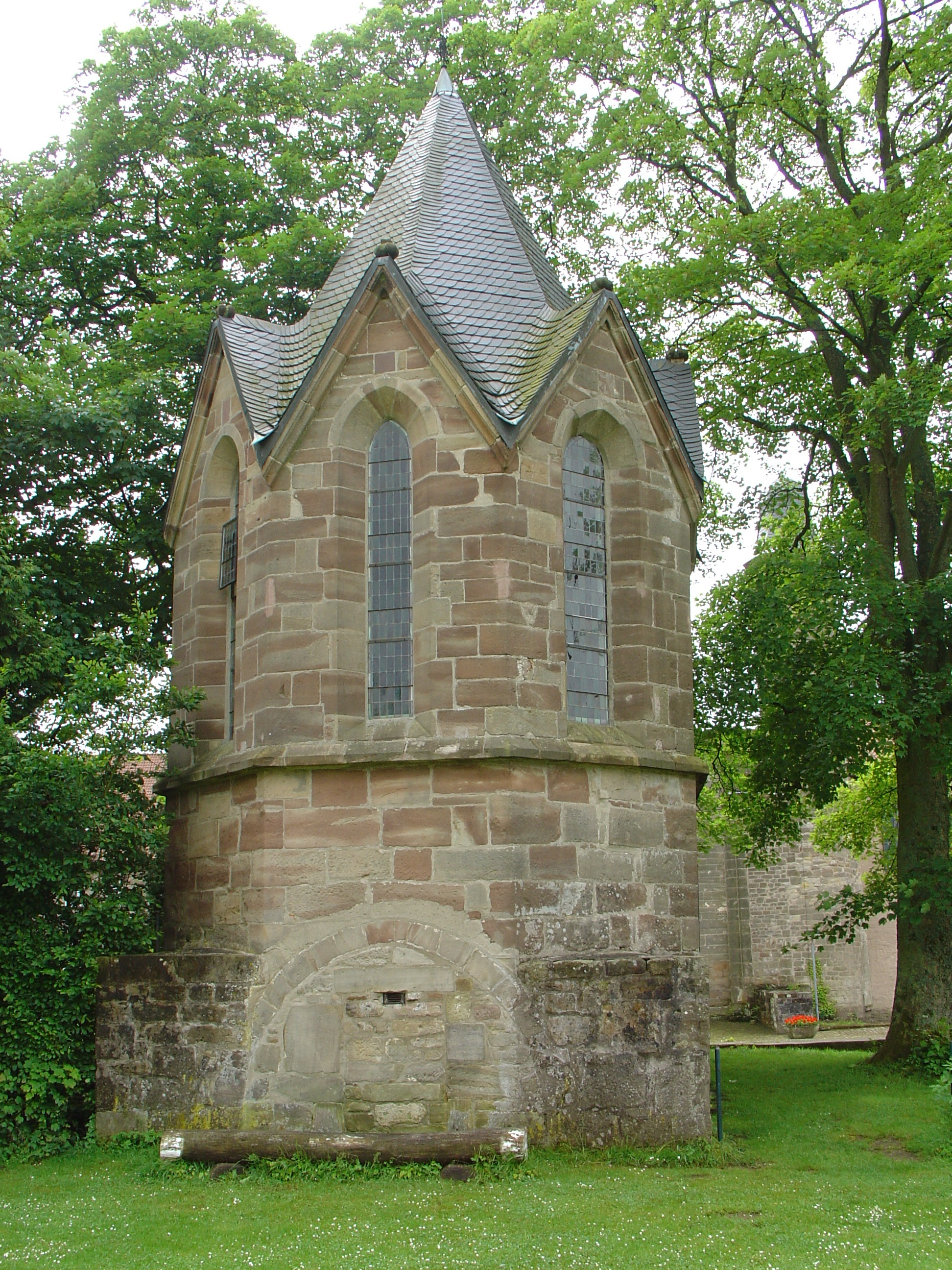
Chapelle octogonale du cimetière, datant du XIV.

L’église de l’abbaye est, parmi les constructions de l’ordre cistercien, la seule église dont le plan est complètement de type Hirsau. Cette église à plan basilical à colonnes, en forme de croix et à toit plat (au moins au-dessus de la nef centrale, se terminait en une triple abside, avec deux absides latérales au transept. Elle disposait seulement d’un clocheton et n’a pas de clocher.
Le maître-autel était consacré à Sainte Marie Vierge Glorieuse (1160/1650) et les autels latéraux à Saint Pierre et Saint Paul (1185/1665), Saint Jean-Baptiste (1356/1656), Saint Nicolas (1656), la Trinité (1656) et Sainte Agnès et Sainte Lucie (1659). L’évêque Bernhard, cofondateur de l’abbaye et l’évêque Siegfried de Paderborn, un ami des cisterciens, reposaient selon leurs souhaits dans l’église. La chapelle Saint Etienne dans l’aile orientale hébergeait le caveau d’une famille noble de Westphalie, les Spiegel.
Il existait aussi une chapelle octogonale à deux étages dans le cimetière, un ossuaire du début du XIVe siècle et une chapelle mariale associée à l’hôpital.
La chapelle Sainte-Catherine ante portas (1261) a été démolie sur ordre de l'abbé en 1764. L’église elle-même, qui comptait parmi les monuments les plus importants de l’art roman de la Weser, a été démolie en 1812. Quatre bases de forme attique — deux tores entre lesquels se trouve une scotie entourée de filets — et un chapiteau corinthien ont été préservés.
Après l'installation de la maison des jeunes et de l'université populaire, une nouvelle église fut construite en 1965-1966 ; au cours des années suivantes, d'autres bâtiments furent transformés pour servir aux réunions et aux activités de loisir. L’ancien moulin, par exemple, accueille un point de rencontre et un café. En 2003, 2010 et 2011, les maisons accueillant les visiteurs, nommées d'après les abbés Stephan et Daniel, ainsi que Bernard de Clairvaux, ont été massivement rénovées, ainsi que le bâtiment principal en 2004-2005. Une librairie et une boutique sont aussi intégrées à Hardehausen. Entre 2015 et 2017, l'église fut transformée et consacrée le 5 février 2017.

### Bâtiments conventuels

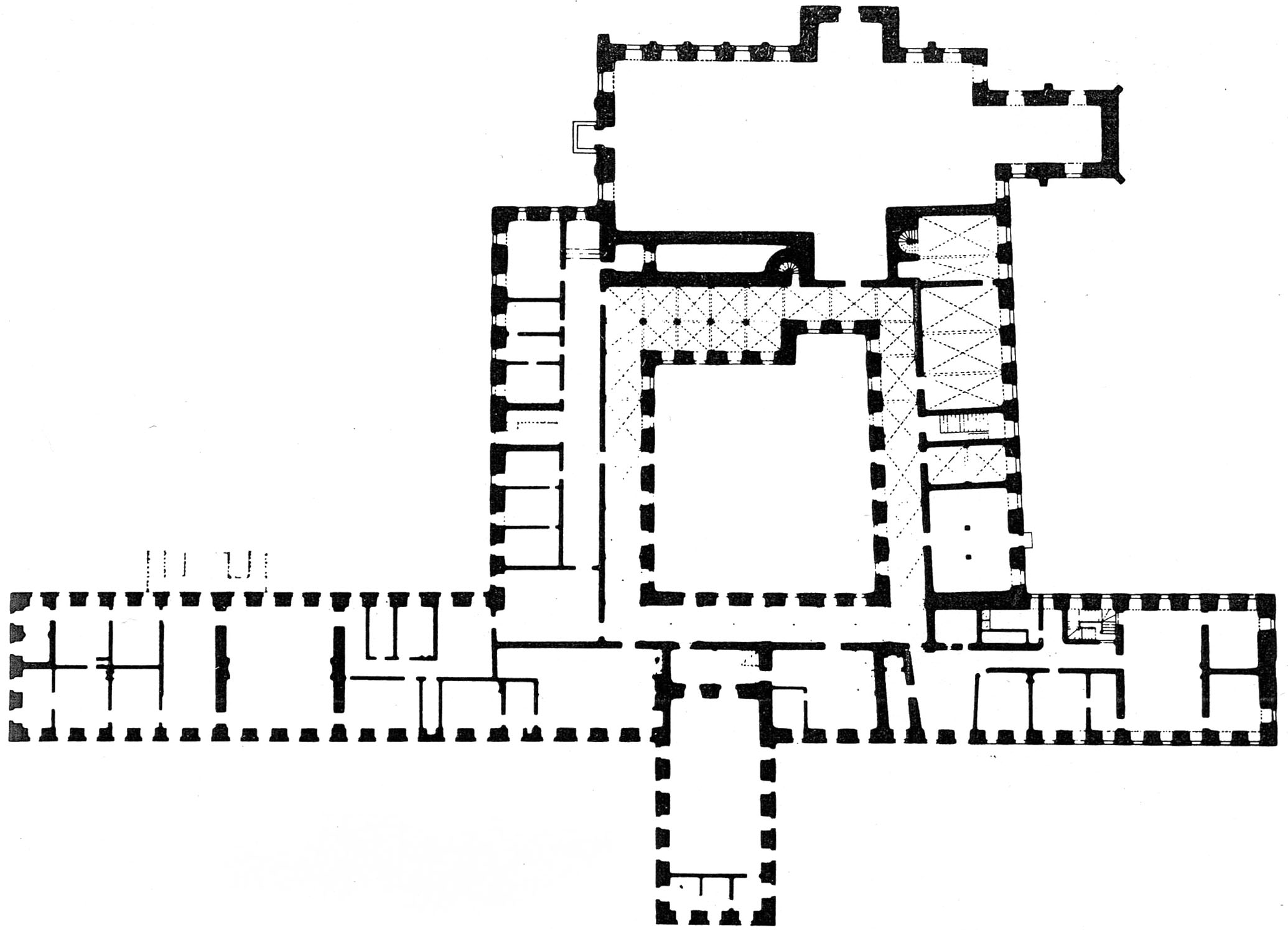
Plan de l’ancien bâtiment conventuel.

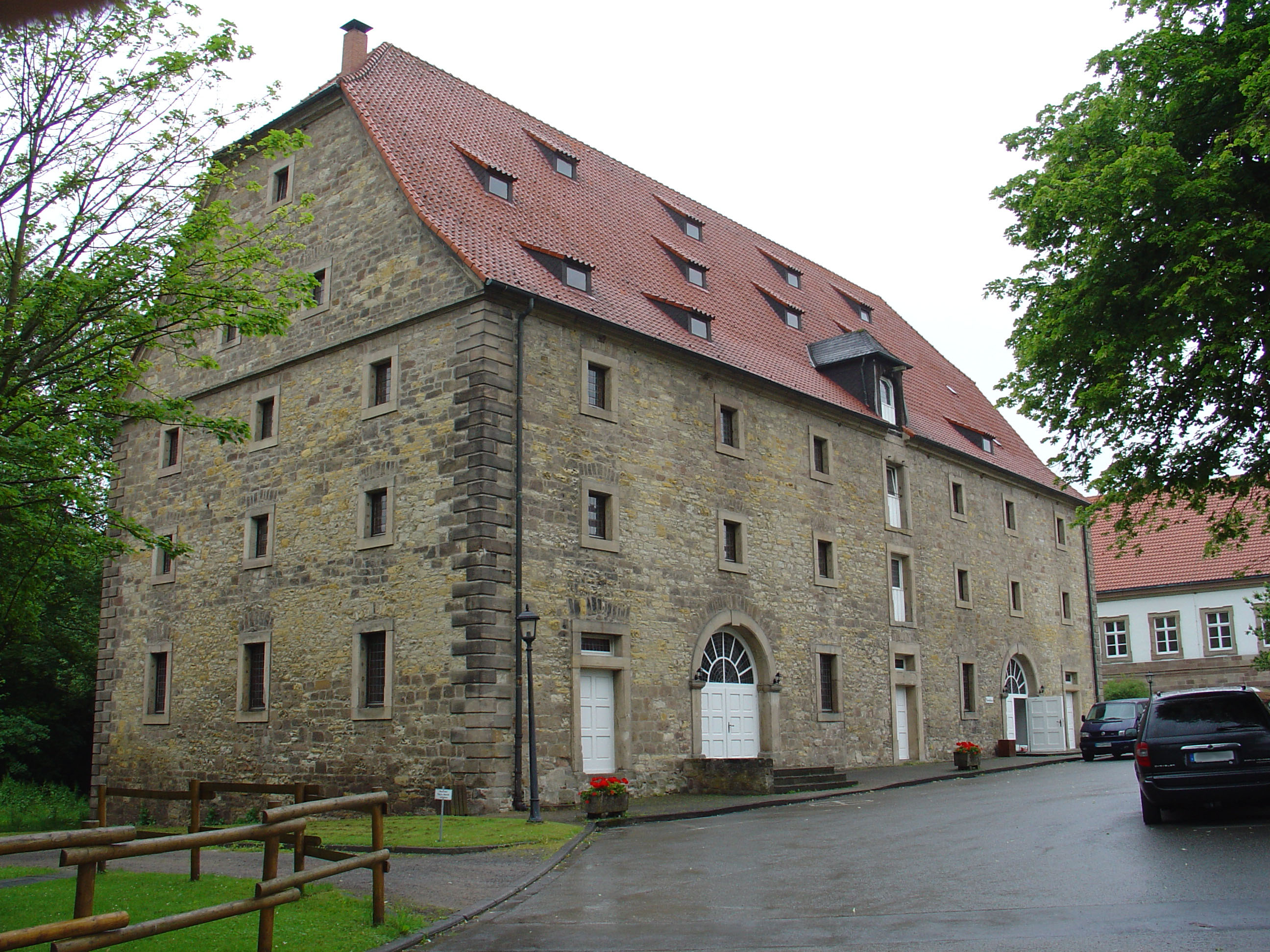
Grenier.

L’abbaye occupait une surface de 72 acres, clos d’un mur d’enceinte. Les bâtiments conventuels, sur deux étages, formaient un carré, avec une aile sud prolongée, dont l‘abbé fit rénover certaines parties en style gothique. Dans l’aile occidentale se trouvait le bâtiment des convers. Dans le cloître nord, partiellement doublé, se trouvent des socles richement profilés datant de la phase de fondation. Une pierre de voûte dans le cloître oriental représente le symbole des trois lièvres.
Les bâtiments agricoles étaient groupés autour d’une cour orientée le long d’axe sud-est nord-ouest, avec des greniers (1723), des granges (1740), une auberge (XVIIIe siècle), ainsi qu’un « jardin des prélats » datant de l’époque baroque et doté d'une orangerie.

## Travail et propriétés

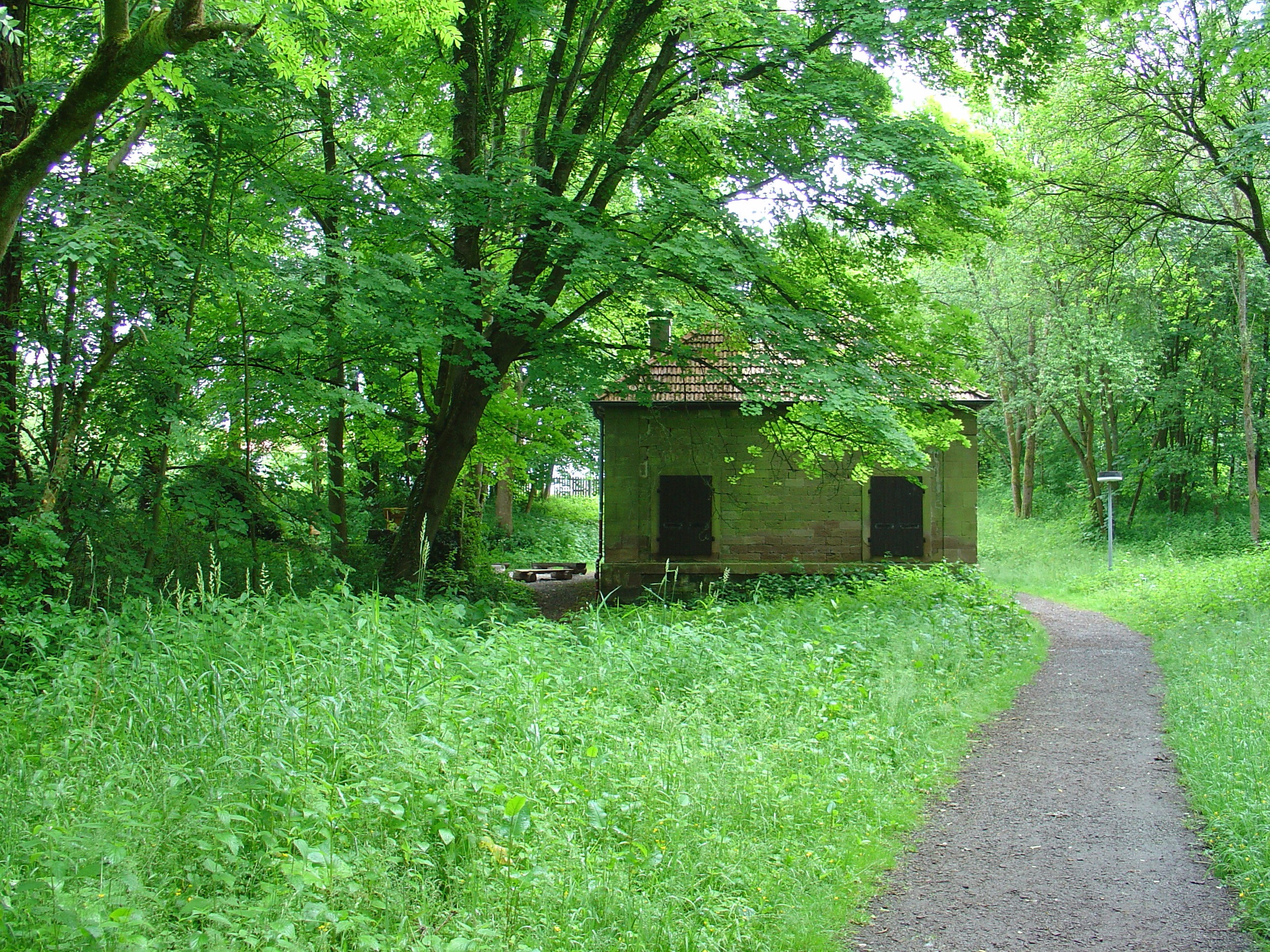
Ancien moulin à huile.

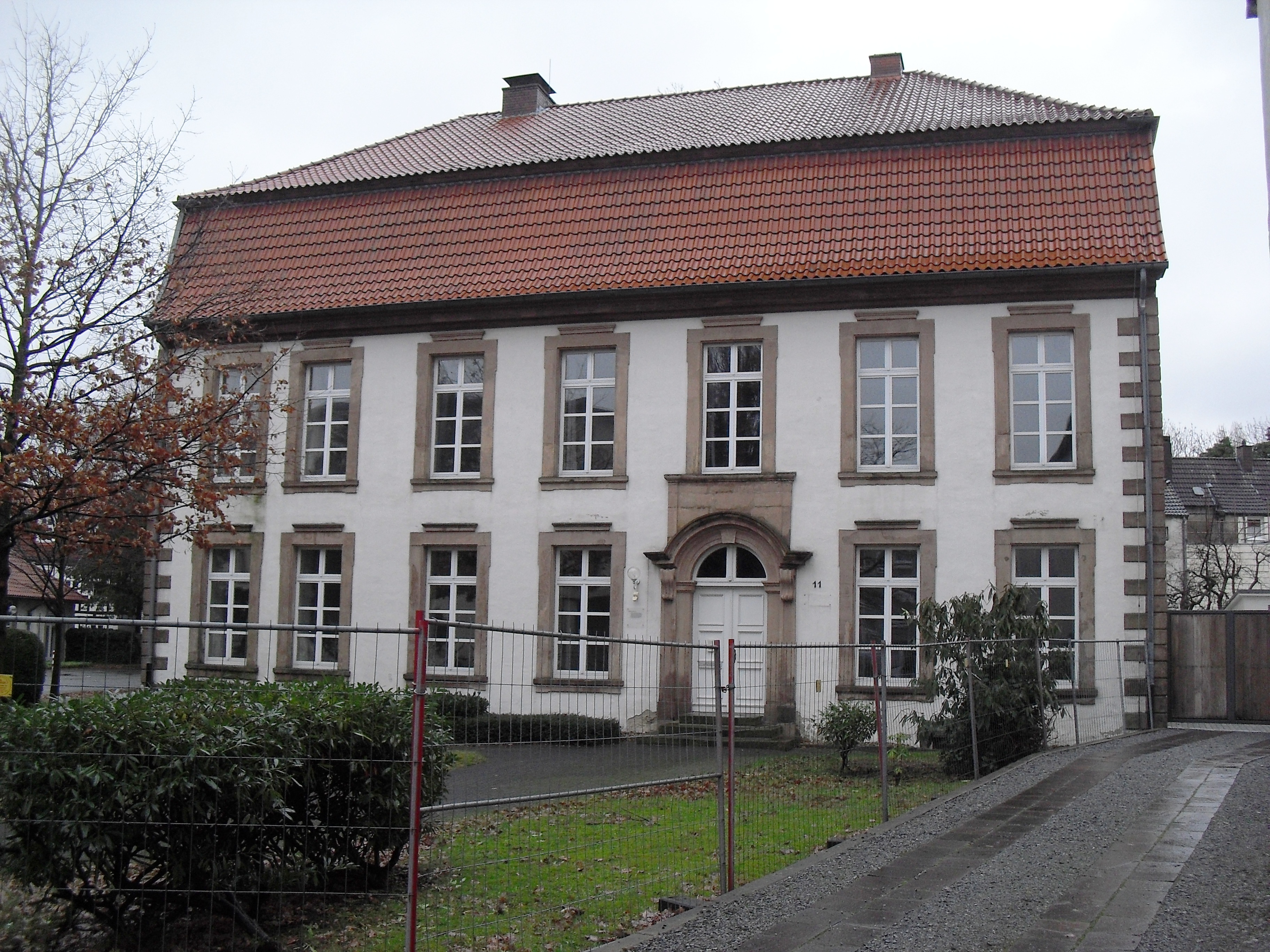
Hardehausener Hof à Paderborn.

La principale source de revenus du monastère venait initialement du travail agricole et de la transformation des produits agricoles. À partir du XIVe siècle, certaines terres ont été louées, car l’abbaye ne disposait plus d’un nombre suffisant de travailleurs pour les exploiter directement.
La propriété foncière de l’abbaye s’étendait, dans la direction est-ouest, de Salzkotten à Cassel et dans la direction nord-sud, de Brakel à Fritzlar. Elle inclut en outre, temporairement, un domaine viticole à  Kessenich (près de Bonn).
Lors de son installation en 1140, l’abbaye avait bénéficié des biens épiscopaux. En 1233, le monastère possédait environ 7,5 hectares de terres et une grange aux dîmes à Scherfede. Ses propriétés du monastère se sont étendues progressivement, occupant plus de 200 lieux. Après l'extinction de leur lignée masculine, par exemple, la succession des comtes Everstein a échu en partie au monastère.
Deux cents ans après sa fondation, le monastère était le plus grand propriétaire ecclésiastique de la principauté de Paderborn. Augmentée par des acquisitions et des dons, la propriété foncière du monastère comprenait alors 16 000 acres (6 475 hectares), dont 7500 acres (c. 3 000 hectares) de forêt. L’abbaye possédait des terres dans la plupart des villages voisins et dans la région de Warburg et exerçait un droit de propriété et de juridiction sur plusieurs lieux. Des « bureaux » spéciaux furent créés à des fins administratives. Des granges furent construites à Rozedehusen (aujourd'hui abandonnée), à Marienrode (Homburg) et à Mönchehof près de Cassel et le monastère disposait de plusieurs moulins le long du Diemel, à Fritzlar (1281) et à Borgentreich (1293).
L’abbaye a possédé des bâtiments monastiques ou des maisons de ville à Paderborn (à partir de 1160), Salzkotten (1160), Fritzlar (1207), Warburg  Mönchehof (1258), Wolfhagen (1259), Hofgeismar (1287), Volkmarsen (1286), Brakel (1291), Cassel (1298), Blankenrode (1301), Marsberg (1302), Nieheim (1322), Hamelin (1347), Höxter (1351), Grebenstein (1330/53), Borgentreich (1405), Peckelsheim (1408) et Cologne (Les dates se réfèrent à l’année de fondation ou d’acquisition).
À son apogée, l’abbaye abritait 450 moines et frères lais. Le poisson, les légumes et les fruits étaient les plats principaux des moines. La culture de fruits et de légumes était donc un élément essentiel de l’agriculture de l’abbaye ; une variété particulière de pommes, les  Hardehäuser Klosterapfel (pommes de l’abbaye de Hardehausen), y a ainsi été cultivée. Les moines exploitaient aussi neuf étangs à poissons et avaient des droits de pêche dans le Diemel, de Billinghausen à Ossendorf. Par ailleurs, l’abbaye disposait aussi d’exploitations porcine et ovine (cette dernière servant à la production de laine), et pratiquait l’apiculture. À Hardehausen, il y avait aussi un cordonnier, un atelier de tissage et une minoterie.
L’abbaye posséda aussi pendant plusieurs années le droit de service religieux et la paroisse de Lüchtigen (près d’Osnabrück), qui avait été incorporée en 855 à l’abbaye de Corvey et fut vendue vers 1250 à  Hardehausen, ainsi que le domaine viticole de Kessenich. Cet achat était destiné à aider l’abbaye de Corvey dans une période financièrement difficile.

## Vie monastique

### Les abbayes filles et le contrôle spirituel
Trois abbayes filles furent fondées à partir de Hardehausen : en 1185 celle de Marienfeld dans la région de Münster, en 1196 celle de Bredelar près de Marsberg et en 1243 celle de Scharnebeck, à Marienfliess près de Lunebourg. À celles-ci s’ajoute l’abbaye féminine de Wahlshausen, acquise par Hardehausen en 1293, puis vidée dans les années suivantes et transformée en 1320 en un nouveau prieuré de cisterciens. À Hardehausen incombait aussi le contrôle des abbayes de cisterciennes de Brenkhausen et de Wormeln.
Les moines avaient aussi la charge spirituelle des villages de l’abbaye, dont les églises de la paroisse de Scherfede, où l’abbaye avait aussi le droit de présentation.

### Le statut et le rôle de l'abbaye
L'abbaye de Hardehausen était dès le début libre de toute tutelle et réussit à maintenir cette indépendance pour les terres nouvellement acquises. En outre, les maisons que l’abbaye possédait en ville et les religieux qui les habitaient, étaient exemptés de droits et d’obligations (par exemple, de celle de garde de nuit), jusqu’à une certaine limite ; il en était de même pour la circulation des marchandises.
Les activités des moines ont façonné le développement agricole de la région et ont contribué à leur renommée suprarégionale. Les abbés ont joué un rôle majeur dans l'accord frontalier avec le comté de Waldeck. Le monastère avait également un hôpital et fonctionnait comme une institution sociale, fournissant du pain aux personnes dans le besoin.

## Liste des abbés
Une liste des abbés successifs a été reconstituée par des historiens,. Chaque abbé avait ses propres amoiries. Après 1802, l'année des trois abbés, la communauté monastique est dissoute.
| 1. Daniel (1140–1155), abbé fondateur 2. Albert (1155–1160) 3. Siegfried (1160/1165–11??) 4. Richard (c. 1172) 5. Johannes (1173–1185) 6. Nikolaus(1185–1204) 7. Johannes II. (c. 1212) 8. Albert (1214–1229) 9. Gottfried von Merenberg (1232–1249) 10. Gerhard (1250–1258) 11. Johannes III. (1262–1275) 12. Rudolf (1277–1279) 13. Hermann (1281–1283) 14. Robertus (c. 1284) 15. Hermann (?) 16. Friedrich de Hersideshusen (1287) 17. Rudolf II. (1287–1292) 18. Johannes IV. (1292–1314) 19. Reinher (131?) 20. Jakob (1322–1327) 21. Andreas (1331) 22. Berthold (1336) 23. Heinrich (1343–1349) 24. Konrad (1352–1354) 25. Tylemann (1356–1368) 26. Ludwig von Benvilte (1373–1396) 27. Hermann II. (1399–1431) 28. Albert II. (143?–1437) | 1. Hunold (1437–1448) 2. Wilhelm (1448–1454) 3. Ludwig II. (1455–1456) 4. Johannes Münichen (1456–1459) de Hannoversch Münden 5. Wilhelm II. (1459–1472) 6. Hermann II. (1472–1497) 7. Bartholomäus (1499–1504) 8. Johannes V. (1505–1506) 9. Konrad II. (1506) 10. Johannes VI. (1510–1519) 11. Konrad III. (1519–1529) 12. Johannes VII. (1530–1544) 13. Martin Thonemann (1544–1567) de Warburg 14. Johannes (VIII.) Focken (1567–1573) de Warburg 15. Johannes Prinz (1573–1595) 16. Antonius Jäger (1595–1599) de Volkmarsen 17. Jakob Luchtgenbach (1500–1635) de Peckelsheim 18. Johannes X. Scherenbeck (1635–1657) de Werl 19. Vinzenz Weimers (1657–1675) de Westheim 20. Stephan Overgaer (1675–1713) de Beckum 21. Laurentius Kremper (1713–1730) de Borgholz 22. Heinrich Ludolf Spancken (1730–1736) de Neuenbeken 23. Antonius II. Bönig (1736–1749) de Neuenbeken 24. Heinrich (Johannes Conrad Bruns) (1749–1764) de Natzungen 25. Bernhard Wescher (1764–1786) de Neuenheerse 26. Heinrich Braun (1786–1802) de Rulkirchen (diocèse de Mayence) 27. Bernhard II. Becker 1802 de Hoppecke 28. Petrus von Gruben, 1802. |

Après la sécularisation, puis la résinstallation des cisterciens :
57. Alfons Heun (1933–1938).

## Liste des recteurs de l'université populaire catholique Anton Heinen
- Johannes Knauer (1949–1951)
- Clemens Brüggemann (1951–1962)[24]
- Wilhelm Kuhne (1962–1992)[24]
- Konrad Schmidt (1992–2011)[24]
- Dirk Gresch (2011–2013)[25]
- Uwe Wischkony (2013–)[26]